# Поређење EDA софтвера

## ПоређењеEDAсофтвера
Поређење Електронске аутоматизације дизајна (EDA) софтвера

## Слободан и отворен-код софтвер (FOSS)
| Име                                      | Архитектура                               | Лиценца     | Ауторутер                | Коментар |
| ---------------------------------------- | ----------------------------------------- | ----------- | ------------------------ | --- |
| Electric                                 | *BSD, Java                                | GPL         | Да                       | VLSI алат за повезивање на свим нивоима. Може се користити и за шематски улаз и дизајн PCB-а. |
| FreePCB                                  | w32                                       | GPL         | Да                       | Програм дизајниране штампане плоче за Windows. FreePCB омогућава до 16 слојева бакра, оба метричка and US уобичајене јединице, и извоз дизајна у Гербер формату. Плоче могу бити делимично или потпуно ауторутне са FreeRouting ауторутер користећи FpcROUTE ru DSN дизајнерски преводилац фајла. |
| Fritzing                                 | Windows, Mac, Linux                       | GPL         | Да                       | Protoboard приказ, схематски приказ, приказ PCB-а , Code (фирмвер) приказ. Укључује прилагодљив контролер правила дизајна. Укључује уобичајене облике као што су Arduino и Raspberry Pi штитове. Дозвољава трагове криве криве. Само два слоја (врх и дно). Избацује гербере. Активно ажурирано. |
| gEDA                                     | *BSD, Linux, Mac                          | GPL         | Да                       | схематски, симулација, PCB уредник, гербер поглед |
| Gnucap                                   | Unix                                      | GPL3        |                          | Симулатор мешовитог сигнала криве |
| Icarus Verilog                           | *BSD, Linux, Mac                          | GPL         |                          | Verilog симулатор |
| KiCad                                    | *BSD, Windows, Linux, Mac                 | GNU GPL     | Уграђени или FreeRouting | Потпуни пакет за схематски и плочасти дизајн итд. Провера правила дизајна. Кориснички дефинисани симболи и отисци стопала. Креирање гербера/бургије. Графички интерфејс. Активна корисничка заједница. |
| KTechLab                                 | Linux                                     | GPL         | n/a                      | KTechLab је схематски снимак и симулатор. Посебно је намењен симулацији мешаних сигнала аналогних компоненти и малих дигиталних процесора. |
| LibrePCB                                 | Windows, Linux, Mac                       | GPL3        | Уграђени                 | Потпуни пакет за схематски и плочасти дизајн итд. Провера правила дизајна. Кориснички дефинисани симболи и отисци стопала. Креирање гербера/бургије. Графички интерфејс. Активна корисничка заједница. |
| Magic                                    | Linux                                     | BSD лиценца | не                       | Популарни алат за постављање интеграције великих размера. |
| Ngspice                                  | Linux, Solaris, Mac, NetBSD, FreeBSD, w32 | BSD         |                          | SPICE + XSPICE + Cider |
| Oregano                                  |                                           | GPL         | не                       | Схематски снимање + симулација зачина |
| Pad2Pad                                  |                                           | GPL         | Да                       | Програм за PCB дизајн за Windows који садржи аутоматско усмеравање, проверу грешака и DXF увоз / извоз. |
| Quite Universal Circuit Simulator (QUCS) | Linux, Solaris, Mac, NetBSD, FreeBSD, w32 | GPL         |                          | Схематско снимање + Verilog + VHDL + симулација |
| Verilator                                | Posix                                     | GPL         |                          | Verilator је најбржи слободни Verilog HDL симулатор. Он саставља синтетизовани Verilog у тачан циклус C++ или SystemC код следећи семантику синтезе 2 стања (нула кашњења).Мерила пријављена на својој веб страници указују на то да је неколико пута бржа од симулаторних симулатора на тржишту, као што су ModelSim, NC-Verilog and VCS, док нису баш тако брзи као комерцијални циклуси алатки за прецизно моделирање као што су Carbon ModelStudio и ARC VTOC. |
| XCircuit                                 | Unix                                      | GPL         |                          | Користи се за производњу нетлиста и објављује висококвалитетне цртеже. |
| Xyce                                     | Linux                                     | GPL         |                          | Комплексни аналогни симулатор паралелног обрађивања комерцијалног разреда - пројектован за замену симулатора SPICE и обезбеђује боље перформансе (на рачунарским фармама). |

## Поређење EDA пакета
| Апликација и програмер | Последња верзија/издање + датум | Схематски?       | Симулација?               | PCB измене? | Покрећу се на POSIX стил системима? | Покрећу се на Windows-у? | Друге платформе?    | Отворен код ? | Трошак | Језик корисничког интерфејса                  | Увози | Извози | Подршка за скрипте                                        |
| --- | ------------------------------- | ---------------- | ------------------------- | ----------- | ----------------------------------- | ------------------------ | ------------------- | ------------- | ------ | --------------------------------------------- | --- | --- | --------------------------------------------------------- |
| Унапређени Дизан-Систем од Keysight EEsof EDA                                                                             | 2016.01 28. јануар 2016.        | Да               | Да                        | Да          | Да                                  | Да                       | SuSE, RHEL          | Не            |        | en                                            | HSPICE, SPICE, Spectre нетлисте; Gerber/drill, ODB++, уметничко дело; више | HSPICE, SPICE, Spectre нетлисте; Gerber/drill, ODB++, уметничко дело; више | Python, Application Extension Language (власнички; "AEL") |
| Active-HDL од Aldec | 10.3 16. март 2016.             | Да               | Да                        | Не          | Не                                  | Да                       | Не                  | Не            |        | en                                            | EDIF, Viewlogic, више | PDF, HTML, Verilog, VHDL, EDIF, Zuken, више |                                                           |
| Altium Designer (бивши Protel) од Altium                                                                                  | 18.0 15. децембар 2017.         | Да               | Да                        | Да          | Не                                  | Да                       | Wine                | Не            |        | Вишејезични                                   | OrCAD, Allegro, PADS Logic, PADS PCB, Expedition, DxDesigner, EAGLE, Gerber, STEP, Solidworks, IDF, више | 3D PDF, Gerber/drill, Gerber X2, ODB++, DXF, STEP, OrCAD, EAGLE, више | Delphi, JS, VB                                            |
| AutoTRAX од DEX 2020 | 10.110 30. октобар 2017.        | Да               | Да                        | Да          | Не                                  | Не                       | Mac, Wine           | Не            |        | Различити                                     | EAGLE, P-CAD, PADS, OrCAD, Gerber, DXF | Gerber/drill, DXF, P-CAD, PADS, OrCAD | Python, IronPython - C# .NET                              |
| CADSTAR, Дизајнер плоче и визуелни дизајн од Zuken                                                                        | 17 31. мај 2016.                | Да               | Да, Spice                 | Да          | Не                                  | Да                       | Не                  | Не            |        | en                                            | PADS, OrCAD, P-CAD, Protel, DXF, IDF | PDF, Gerber/drill, ODB++, DXF, IDF more |                                                           |
| CircuitLogix од Logic Design Inc.                                                                                         | Издање 9.1 јануар 2013.         | Да               | Да                        | Да          | Не                                  | Да                       | Не                  | Не            |        | en                                            | SPICE, Gerber, DXF | SPICE, PDF, Gerber, DXF, |                                                           |
| CircuitMaker од Altium | 1.3.0.119 август 2016.          | Да               | Не                        | Да          | Не                                  | Да                       | Wine                | Не            |        | en                                            | AD09, AD10, AD12, PADS, P-CAD, OrCAD, Protel, EAGLE, DXF | Gerber/drill, DXF, STEP, more |                                                           |
| CircuitStudio од Altium                                                                                                   | 1.3.0.26 29. новембар 2016.     | Да               | Да                        | Да          | Не                                  | Да                       | Wine                | Не            |        | en                                            | AD09, AD10, AD12, PADS, P-CAD, OrCAD, Protel, EAGLE, DXF | Gerber/drill, SPICE, DXF, STEP, more |                                                           |
| CR-5000 од Zuken | 13 17. мај 2011.                | Да               | Да, SI & PI               | Да          | Да                                  | Да                       | Unix, Linux         | Не            |        | en, jp                                        | EDIF, DXF, IGES, IDF, BSDL, STEP, ACIS, Gerber/drill, more | PDF, Gerber/drill, ODB++ (must request), DXF, STEP, IPC D-356, IPC-2581, EPS, ACIS |                                                           |
| DipTrace од Novarm | 3.2.0.1 1. новембар 2017.       | Да               | Да (Spice netlist export) | Да          | Да                                  | Да                       | Mac, Wine           | Не            |        | 21 језик                                      | EAGLE, Altium, P-CAD, PADS, OrCAD, Gerber, N/C Drill, DXF, BSDL Pinlist, Netlists | Gerber/drill, Gerber X2, ODB++, DXF, P-CAD, PADS, OrCAD, IPC-D-356, STEP, VRML, Pick and Place, CSV, BOM |                                                           |
| DesignSpark PCB пд RS Компоненте                                                                                          | 7.2 16. јун 2016.               | Да               | Да, Spice                 | Да          | Не                                  | Да                       | Не                  | Не            |        | Различити                                     | EAGLE, DXF, EDIF | Gerber/drill, ODB++, IDF, PDF, more |                                                           |
| Autodesk EAGLE | 8.3.2 6. септембар 2017.        | Да               | Да                        | Да          | Да                                  | Да                       | Да                  | Не            |        | de, en, zh, hu, ru                            | EAGLE (XML), ACCEL (P-CAD, Altium, Protel), ULTIBOARD, Netlists, BMP, Custom | EAGLE (XML), Protel, Netlists, Images, Gerber, Excellon, Sieb & Meyer, HPGL, PostScript/EPS, PDF, Images, HyperLynx, IDF, Custom                                                                                              | Proprietary User Language Programming (ULP)               |
| EasyEDA | 4.11.9 22. новембар 2017.       | Да               | Да                        | Да          | Да                                  | Да                       | Linux, Mac          | Не            |        | en, fr, de, pl, jp, ru, es, se, ua, zh ...    | Altium, Eagle, Kicad libraries, LTspice .asc/.asy files, JSON, Spice | PDF, PNG, SVG, JSON, Gerber/drill, Pick and Place CSV file, CSV-formatted drill chart, Bill of Materials CSV file, Altium netlist, FreePCB netlist, PADS Layout Netlist, Spice netlist.                                       | JSON                                                      |
| EDWinXP | 2.00 18. децембар 2015.         | Да               | Да                        | Да          | Не                                  | Да                       | Не                  | Не            |        | en                                            | Altium, Orcad PCB II Wirelist, VHDL, ODB++ ,SPICE | Gerber/drill, Pick and Place CSV file, CSV-formatted drill chart, Bill of Materials CSV file, Altium netlist, FreePCB netlist, PADS Layout Netlist, Spice netlist, Xilinx Netlist, JEDEC Netlist, Scicards Schematic Netlist. |                                                           |
| Fritzing | 0.9.3b 3. јун 2016.             | Да, + breadboard | Не                        | Да          | Да                                  | Да                       | Linux, Mac          | Да            |        | en, de, nl, es, it, fr, pt, ru, zh, jp, ...   | gEDA symbols, KiCad symbols, SVG | Gerber, DIY etching, BOM, SVG, PDF, EPS |                                                           |
| gEDA | 1.8.2 25. септембар 2013.       | Да               | Да                        | Да          | Да                                  | Да                       | Linux, Mac          | Да            |        | en                                            | gschem netlists, image as background | Gerber/[Excellon format\|drill],SVG, PDF, EPS, PNG, GIF, JPEG, Specctra, XYRS | Да                                                        |
| pcb-rnd | 1.2.5 21. август 2017.          | Не               | Не                        | Да          | Да                                  | Не                       | Linux, Mac          | Да            |        | en                                            | gschem netlists, Protel Autotrax, Kicad (legacy & s-expr layouts), Eagle (XML & v3,4,5 binary layouts), eeschema netlists, mentor netlists, TinyCad netlists, LT-Spice, MUCS, Specctra, Mentor Graphics Hyperlynx, BMP, JPG, GIF, HPGL, image as background | Gerber/[Excellon format\|drill],SVG, PDF, EPS, PNG, GIF, JPEG, Specctra, Protel Autotrax, Kicad (legacy & s-expr), dxf, FidocadJ, Mentor Graphics Hyperlynx, template configurable XYRS/BOM                                   | Вишејезична                                               |
| KiCad | 4.0.7 28. август 2017.          | Да               | Да                        | Да          | Да                                  | Да                       | Linux, Mac          | Да            |        | zh_CN, de, en, es, fr, it, pt, ru, ja, pl, cz | TinyCAD net lists, OrCAD EDIF, EAGLE (XML) | PDF, Gerber/drill, Gerber X2, netlist, VRML2, IDFv3 | Python                                                    |
| Upverter | 3.0 29. август 2014.            | Да               | Не                        | Да          | Да                                  | Да                       | Web application     | Не            |        | en                                            | Altium, OrCad, PDF, OpenJSON, Eagle | PDF, Gerber/drill, netlist, PADS Layout Netlist, Tempo Automation, Pick and Place CSV, High-Res PNG, STL, CSV-formatted drill chart, CSV-formatted list of all parts                                                          |                                                           |
| РазличитиSmartSpice, Expert, Guardian, Hipex, и још производа одSilvaco                                                   | Н/Д                             | Да               | Да                        | Не          | Да                                  | Да                       | Linux               | Не            |        | en, cn, kr, jp                                | Various: HSPICE, Spectre, Verilog-A, SPICE, EDIF, GDSII | Various: SPICE, SPEF, GDSII |                                                           |
| Различити (Board Station, PADS Layout VX.0, Expedition, xDxDesigner, HyperLynx, ECAD Collaborator...), од Mentor Graphics | Н/Д                             | Да               | Да                        | Да          | Да                                  | Да                       | Не                  | Не            |        | en                                            | ODB++ | GGerber/drill, BoM, IDF, ODB++ |                                                           |
| Micro-Cap од Spectrum Software                                                                                            | 11.0.2.0 3. септембар 2016.     | Да               | Да                        | Не          | Не                                  | Да                       | Не                  | Не            |        | en, jp                                        | HSPICE, PSPICE, SPICE3, netlists, Images, IBIS, Touchstone | SPICE text file, netlist, BOM, Protel,Accel,OrCad,PADS netlists, Schematic and Analysis Plots Images, Numeric Output Text,Excel                                                                                               |                                                           |
| PCB Истраживач од easyLogix Schindler & Schill GmbH                                                                       | 3.4.4 јун 2012.                 | Не               | Не                        | Да          | Не                                  | Да                       | Не                  | Не            |        | en                                            | ODB++, Gerber/drill, Sieb & Meyer, GenCAD 1.4, DXF, IPC2581 | ODB++, DXF, Catia-Script, X-File, BOM, GenCAD 1.4, Gerber, other |                                                           |
| Pulsonix | Издање 9.0                      | Да               | Да                        | Да          | Не                                  | Да                       | Wine                | Не            |        | en                                            | Allegro, Altium, CadStar, Eagle, OrCAD, PADS, P-CAD, Protel, Gerber, STEP, DXF, IDF, more | Gerber/drill, ODB++, IPC-2581, Gerber X2, PDF, DXF, STEP, IDF, BOM, more | Власнички језик, ActiveX                                  |
| SLED од Dolphin Integration                                                                                               | Издање 6.1 децембар 2013.       | Да               | Да                        | Не          | Да                                  | Да                       | Да                  | Не            |        | en                                            | EDIF, ASCII, Several netlist formats | EDIF, Several netlist formats, CSDF, SPI3, more |                                                           |
| TARGET 3001! | 19.4.0.86 3. јануар 2018.       | Да               | Да                        | Да          | Не                                  | Да                       | Не                  | Не            |        | en, de, fr                                    | Eagle, DXF, Gerber, XGerber, Excellon, BMP, CXF, STEP 3D | XGerber, Excellon, Eagle, HPGL, G-Code (Milling), CXF, STEP 3D, Excel BOMs, Pick&Place, GenCAD, FABmaster, IPC D-356, Test points, Netlists, OBJ, POV-Ray, PDF                                                                |                                                           |
| NI Ultiboard и Multisim од National Instruments                                                                           | 14.1 1. март 2017.              | Да               | Да                        | Да          | Не                                  | Да                       | Web application     | Не            |        | en                                            | MS*, MP*, EWB, Spice, OrCAD, UltiCap, Protel, Gerber, DXF, Ultiboard 4&5, Calay | BOM, Gerber/drill, IGES (3D), DXF (2D & 3D), SVG |                                                           |
| Различити Allegro и OrCAD производи одCadence Design Systems                                                              | Н/Д                             | Да               | Да                        | Да          | Да                                  | Да                       | AIX, Solaris, Linux | Не            |        | Неколико                                      | PADS, PCAD, Eagle, Altium, Gerber, DXF, IDF, IFF | DXF, IDF, IPC356, OrCAD netlist, ODB++, STEP, IPC-2581, STL | Власнички SKILL језик, и неки TCL                         |
| Viewlogic одSynopsys | Непознато                       | Не               | Не                        | Да          | Да                                  | Да                       | unk                 | Не            |        | en                                            | Непознато | Непознато |                                                           |
| Scheme-it од Digi-Key | N/A                             | Да               | Не                        | Не          | Да                                  | Да                       | Web application     | Не            |        | en                                            | Непознато | Непознато |                                                           |
| 123D Circuits од Autodesk                                                                                                 | N/A                             | Да, + breadboard | Да                        | Да          | Да                                  | Да                       | Web application     | Не            |        | en                                            | Eagle | Gerber |                                                           |
| Апликација и програмер | Последња верзија/издање + датум | Схематски?       | Симулација?               | PCB измене? | Покреће се на POSIX стил системима? | Покреће се на Windows-у? | Друге платформе?    | Отворен код?  | Трошак | Језик корисничког интерфејса                  | Увози | Извози | Подршка за скрипте                                        |

Напомена: ODB++ подршка је извучена делом из Artwork Conversion Software и Mentor Graphics.